# Blastobasis homadelpha
Blastobasis homadelpha é uma espécie de mariposa do gênero Blastobasis pertencente à família Coleophoridae.